# Tofisopam
Le tofisopam (ou emandaxin) est une molécule de synthèse dérivée des benzodiazépines. 

## Réglementation
Le tofisopam est inscrit le 10 juillet 2025 sur la liste des substances stupéfiantes interdites en France en raison des risques qu'il présente pour la santé. 